# Antonio Grassi (militare)
Antonio Grassi (Padova, 1897 – Baranco Tejerie, 13 luglio 1938) è stato un militare italiano, decorato di Medaglia d'oro al valor militare alla memoria nel corso della guerra di Spagna, con il grado di Capitano di complemento dell'arma di fanteria, inquadrato nel battaglione mitraglieri della Divisione Volontari del Littorio.

## Biografia
Nacque a Padova nel 1897, figlio di Ciro e Irma Livio.
Nel 1915 conseguì il diploma di ragioniere presso l'Istituto tecnico della sua città natale, e l'anno successivo, in piena prima guerra mondiale, fu chiamato a prestare servizio militare nel Regio Esercito ed ammesso al corso allievi ufficiali presso la Regia Accademia Militare di Fanteria e Cavalleria di Modena ottenne la nomina ad aspirante nel 117º Reggimento fanteria mobilitato. Raggiunto il suo reggimento in zona di operazioni, fu promosso sottotenente nel febbraio 1917, rimanendo ferito sul Carso ed insignito di una medaglia d'argento al valor militare. Divenuto tenente dal 1º ottobre dello stesso anno, fu poi trasferito al battaglione alpini "Feltre" del 7º Reggimento alpini e nel marzo 1920 fu collocato definitivamente in congedo. Promosso capitano a scelta ordinaria il 10 marzo 1935, fu richiamato in servizio attivo nell'aprile 1937 per frequentare il 3º corso di addestramento presso la Scuola di guerra di Civitavecchia e l'anno successivo partì volontario per la Spagna. Assunto il comando di una compagnia del battaglione mitraglieri "Palella" della 4ª Divisione fanteria "Littorio", combatté a Santander e a Tortosa, nelle battaglie d'Aragona e dell'Ebro. Il mattino del 13 luglio 1938, all'inizio della battaglia del Levante, cadde in combattimento a Baranco Tejerie, sulla linea di Teruel-Sagunto.  Con Regio Decreto del 18 aprile 1940 fu insignito della medaglia d'oro al valor militare alla memoria. La Città di Padova gli ha intitolato la via che da Piazzale Stanga termina all'inizio di Via del Plebiscito.

### Fonti
1. ↑  Bianchi, Cattaneo 2012, p. 134.
2. ↑   Bollettino ufficiale delle nomine, promozioni e destinazioni negli ufficiali e sottufficiali del R. esercito italiano e nel personale dell'amministrazione militare, 1940,  p. 6813. URL consultato il 12 marzo 2022.
3. 1 2  Combattenti Liberazione.
4. 1 2 3 4 5  Bianchi, Cattaneo 2012, p. 135.
5. ↑  Medaglie d'oro al valor militare sul sito della Presidenza della Repubblica
6. ↑  Registrato alla Corte dei conti addì 18 maggio 1940, registro 16 guerra, foglio 317.